# Rachel Keller
Rachel Keller (Los Angeles, 25 dicembre 1992) è un'attrice statunitense.

## Biografia
Nata a Los Angeles in California, Keller crebbe a Saint Paul, capitale del Minnesota, dove studiò al Saint Paul Conservatory for Performing Artists e successivamente alla Carnegie Mellon University di Pittsburgh, Pennsylvania, laureandosi nel 2014. Ottenne popolarità interpretando nel 2015 il ruolo di Simone Gerhardt nella seconda stagione di Fargo, tratto dall'omonimo film del 1996. Dal 2017 al 2019 è stata protagonista della serie TV Marvel Comics, Legion.

## Filmografia

### Cinema
- Hollidaysburg, regia di Anna Martemucci (2014)
- Write When You Get Work, regia di Stacy Cochran (2018)
- All'ombra della luna (In the Shadow of the Moon), regia di Jim Mickle (2019)
- Non così vicino (A Man Called Otto), regia di Marc Forster (2022)
- Butcher's Crossing, regia di Gabe Polsky (2022)

### Televisione
- The Mentalist – serie TV, 1 episodio (2015)
- Supernatural – serie TV, 1 episodio (2015)
- Fargo – serie TV, 7 episodi (2015)
- Legion – serie TV, 27 episodi (2017-2019)
- The Society – serie TV, 3 episodi (2019)
- Dirty John – serie TV, 6 episodi (2020)
- Tokyo Vice – serie TV, 8 episodi (2022)

### Cortometraggi
- Wig Shop, regia di Kat Coiro (2016)
- Diddie Wa Diddie, regia di Joshua Erkman (2019)
- House Sit, regia di Jac Cron (2020)
- The Following Year, regia di Miguel Campana (2021)

## Doppiatrici italiane
Nelle versioni in italiano dei suoi film, Rachel Keller è stata doppiata da:
- Francesca Manicone in Legion, Tokyo Vice
- Ilaria Stagni in Supernatural
- Valentina Mari in Fargo
- Giulia Franceschetti in The Society
- Martina Felli in Non così vicino